# Mnium spiniforme
Mnium spiniforme là một loài Rêu trong họ Mniaceae. Loài này được (Hedw.) Müll. Hal. mô tả khoa học đầu tiên năm 1848.